# John Joseph Malone
John Joseph Malone (Inglewood, 20 dicembre 1894 – Rumaucourt, 30 aprile 1917) è stato un militare e aviatore canadese, asso dell'aviazione durante la grande guerra che prestò servizio nella RNAS, la componente aerea della Royal Navy,  conseguendo 10 vittorie in combattimento aereo, tutte pilotando un Sopwith Pup, tra il 4 marzo e il 26 aprile del 1917.

## Biografia
Nacque a Inglewood, Ontario, Canada il 20 dicembre 1894, figlio di Edmund J. e Mary C. Wallace. La famiglia si trasferì successivamente a Regina, Saskatchewan, dove frequentò il locale College diplomandosi meccanico.  L'11 dicembre 1914 si arruolò a Toronto come soldato semplice dichiarando all'atto dell'arruolamento di essere "meccanico di motori a gas".

### Prima guerra mondiale

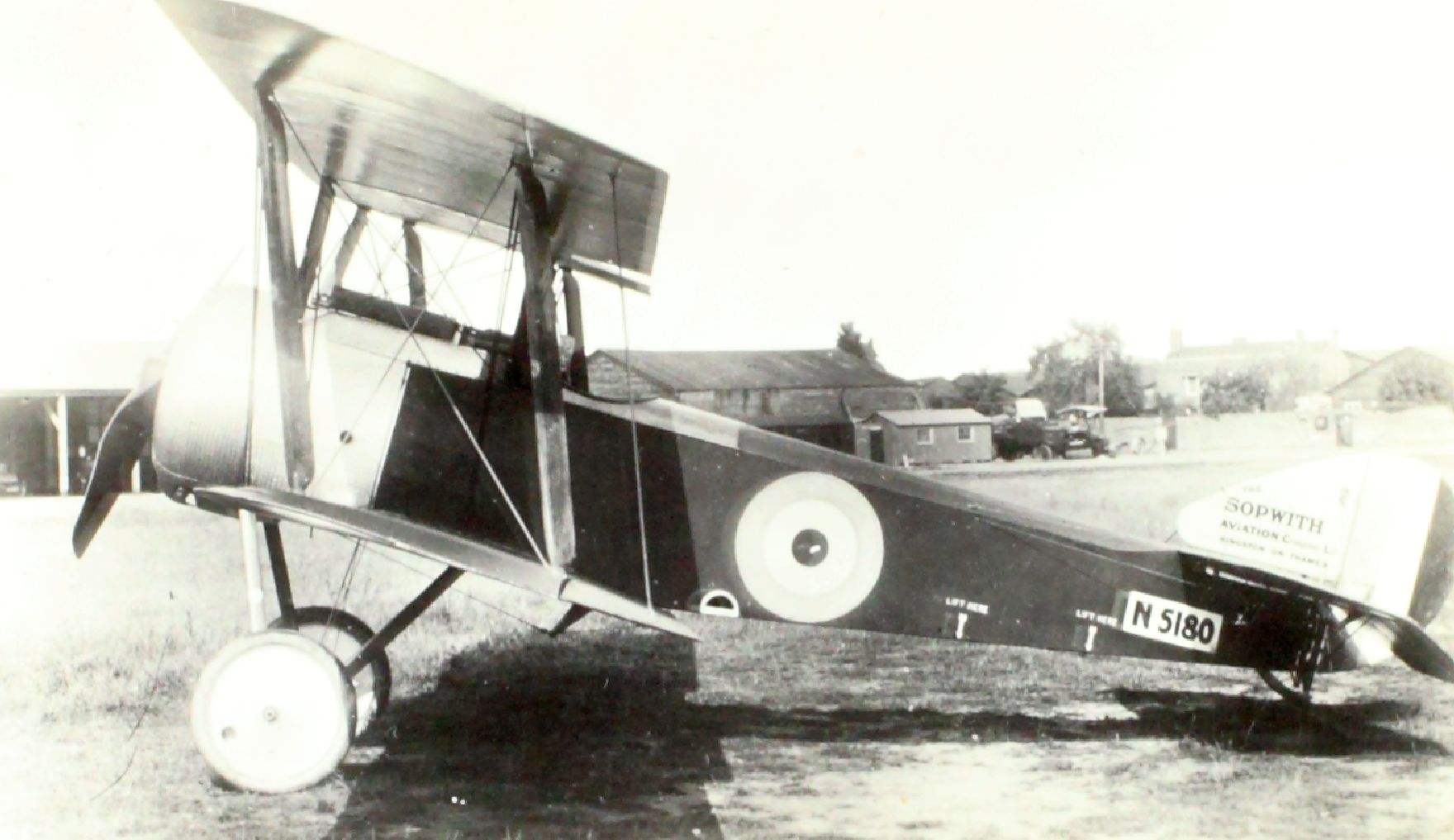
Un caccia Sopwith Pup.

Frequentò la Curtiss Flying School presso il Long Branch Aerodrome in Ontario, ricevendo il brevetto di pilota del Royal Aero Club il 15 luglio 1916 e fu nominato sottotenente pilota  in prova nel Royal Naval Air Service quello stesso giorno. Si imbarcò quindi per la Gran Bretagna.
Il 1º febbraio 1917 fu assegnato al No. 3 Wing RNAS equipaggiato con i Sopwith 1½ Strutter.  In seguito il reparto venne designato No. 3 Naval Squadron RNAS e dotato dei caccia Sopwith Pup.  Conseguì la sua prima vittoria aerea il 4 marzo, quando abbatté un Halberstadt D.II vicino a Manancourt. Il 17 marzo abbatté tre aerei, tra cui due Albatros D.II seguita da una singola vittoria il 21 dello stesso mese, divenendo asso dell'aviazione. Il 23 aprile abbatté tre Albatros D.III  tra Croissilles e Havrincourt portando il suo totale a otto.
Il 24 aprile 1917 costrinse un biposto tedesco DFW C ad atterrare vicino a Morchies-Louverval; il motore del suo Sopwith Pup si spense, costringendolo ad atterrare accanto all'aereo tedesco. L'osservatore nemico, leutnant Karl Keim, morì per le ferite riportate, mentre il pilota del DFW, unteroffizier  Max Haase,  rimase leggermente ferito alla testa. Egli fece prigioniero di guerra il pilota mentre si trovava sotto il fuoco d'artiglieria nemica. Il pilota inglese scortò il suo prigioniero alla mensa dello squadron dove rimase per qualche giorno prima che partisse per la sua prigionia. Il 26 aprile conseguì la sua decima, ed ultima vittoria, abbattendo un Albatros D.III a nord di Cambrai. Quattro giorni dopo, il 30 aprile 1917, il suo Sopwith Pup (N6175)  venne abbattuto da Paul Billik, dando inizio alla carriera di quest'ultimo come asso.
Malone, deceduto nel combattimento, è onorato all'Arras Flying Services Memorial. Il conferimento del Distinguished Service Order fu pubblicato postumo sulla London Gazette il 23 maggio 1917.

### Annotazioni
1. ↑  Il velivolo apparteneva alla Flieger Abteilung FA 26.

### Fonti
1. 1 2 3 4 5 6 7 8 9  Shores, Franks, Guest 1996, p. 254.
2. 1 2 3 4  Canadiangreatwarproject.
3. ↑  The Aerodrome.
4. 1 2 3  Canadaveteranshallofvalour.